# Sielsowiet Połoczany
Sielsowiet Połoczany (biał. Палачанскі сельсавет, ros. Полочанский сельсовет) – sielsowiet na Białorusi, w obwodzie mińskim, w rejonie mołodeckim. Siedziba urzędu mieści się w Połoczanach.

## Miejscowości
- agromiasteczka:
  - Jachimowszczyzna
  - Połoczany
- wsie:
  - Borki
  - Gajowce
  - Hruzdowo
  - Hruzdówka
  - Kłopacze
  - Koniuchy
  - Litwa
  - Mamony
  - Rabinawaja (d. Byki)
  - Raczkowo
  - Scholino
  - Sieczki
  - Wielkie Sioło
  - Zorańka (d. Kobyłki)
- dawne miejscowości:
  - Czerepy
  - Łamińszczyzna
  - Łapińce
  - Oborek
  - Puzele
  - Steckowszczyzna
  - Maślikowszczyzna
  - Kośkowszczyzna
  - Sygnatowo
  - Zwierzyniec-Polany
  - Stawiszcze
  - Małyszki
  - Chocimo
  - Cegielnia
  - Przepaść
  - Osinkowo
  - Tołtorowo[1]